# 성우극회
성우극회(聲優劇會)는 대한민국의 성우 단체를 말한다.

## 같이 보기
- 교육방송 성우극회
- 기독교방송 성우극회
- 대교방송 성우극회
- 대원방송 성우극회
- 문화방송 성우극회
- 가톨릭평화방송 성우극회
- 한국방송 성우극회
- 투니보이스 성우극회